# Microcoelia
Microcoelia é um género botânico pertencente à família das orquídeas (Orchidaceae).

## Espécies
1. Microcoelia aurantiaca  (Schltr.) Summerh. (1943)
2. Microcoelia bispiculata  L.Jonss. (1981)
3. Microcoelia bulbocalcarata  L.Jonss. (1981)
4. Microcoelia caespitosa  (Rolfe) Summerh. (1936)
5. Microcoelia corallina  Summerh. (1945)
6. Microcoelia cornuta  (Ridl.) Carlsward (2006)
7. Microcoelia decaryana  L.Jonss. (1981)
8. Microcoelia dolichorhiza  (Schltr.) Summerh. (1943)
9. Microcoelia elliotii  (Finet) Summerh. (1943)
10. Microcoelia exilis  Lindl. (1830) - espécie tipo
11. Microcoelia gilpinae  (Rchb.f. & S.Moore) Summerh. (1943)
12. Microcoelia globulosa  (Hochst.) L.Jonss. (1981)
13. Microcoelia hirschbergii  Summerh. (1943)
14. Microcoelia jonssonii  Szlach. & Olszewski (2001)
15. Microcoelia koehleri  (Schltr.) Summerh. (1943)
16. Microcoelia konduensis  (De Wild.) Summerh. (1943)
17. Microcoelia leptostele  (Summerh.) L.Jonss. (1981)
18. Microcoelia macrantha  (H.Perrier) Summerh. (1943)
19. Microcoelia macrorhynchia  (Schltr.) Summerh. (1936)
20. Microcoelia megalorrhiza (Rchb.f.) Summerh. (1943)
21. Microcoelia microglossa  Summerh. (1936)
22. Microcoelia moreauae  L.Jonss. (1981)
23. Microcoelia nyungwensis  L.Jonss. (1981)
24. Microcoelia obovata  Summerh. (1945)
25. Microcoelia ornithocephala  P.J.Cribb (1985)
26. Microcoelia perrieri  (Finet) Summerh. (1943)
27. Microcoelia physophora  (Rchb.f.) Summerh. (1943)
28. Microcoelia sanfordii  L.Jonss. (1981)
29. Microcoelia smithii  (Rolfe) Summerh. (1943)
30. Microcoelia stolzii  (Schltr.) Summerh. (1943)